# ستوینیک (آرانجلوواتس)
ستوینیک (به صربی: Stojnik) یک منطقهٔ مسکونی در صربستان است که در آرانجلوواس واقع شده‌است. ستوینیک ۱٬۴۸۶ نفر جمعیت دارد.